# A Espera
A Espera és un curtmetratge brasiler de 1986 escrit i dirigit per Luiz Fernando Carvalho i Maurício Farias.Basat en el llibre Fragments d’un discours amoureux de Roland Barthes, el curtmetratge va rebre premis com Millor Curtmetratge, Millor Actriu (Marieta Severo) i Millor Fotografia (Walter Carvalho) al 13è Festival de Gramado.; Millor curtmetratge (Conquilla d’Or) al Festival Internacional de Cinema de Sant Sebastià (Espanya); i el Premi Especial del Jurat al Festival Ste Therèse (Canadà).

## Argument
A Espera aborda l'angoixa i l'ànsia de l'amant que espera l'arribada de la seva estimada. En un restaurant, el narrador registra les diverses possibilitats d'aquella espera (la dona és retarda, arriba molt tard, no es presenta a la reunió), mentre ella mateixa, la narradora, espera ansiosament algú. André (Diogo Vilela) té una trobada amb la Silvia (Malu Mader), la seva amant. L'entorn és un bar. En el moment oportú, arriba i espera... Les diferents possibilitats que envolten l'espera d'André són presentades per una narradora (Marieta Severo). Dotada de poders màgics, entre els habituals del bar, fa que la Silvia es retardi, arribi, arribi tard, arribi molt tard, o no aparegui a la reunió. I així, en cadascuna d'aquestes etapes, André es veurà portat a sensacions incontrolables.

## Repartiment
- Diogo Vilela.... André
- Malu Mader.... Silvia
- Marieta Severo.... narradora[3]
- Felipe Martins, Gilles Gwizdek, Karen Acioly i Marise Farias

## Detalls de producció
El curtmetratge es va rodar en només vuit dies al restaurant Assyrius, al Teatre Municipal de Rio de Janeiro. L'argument va ser escrit per Luiz Fernando Carvalho després de llegir el llibre Fragments d’un discours amoureux, de Roland Barthes, sobretot pel que fa al capítol que fa referència a l'espera. En aquell moment, nouvingut al cinema, el jove director de 22 anys va escriure el guió durant una sola nit. Va desenvolupar el guió amb Maurício Farias, amb qui va compartir la direcció del curt.

## Premis
El guió va guanyar el Premi de Promoció del Curtmetratge Embrafilme. El curtmetratge va rebre els premis següents: Millor curtmetratge, Millor actriu (Marieta Severo) i Millor fotografia (Walter Carvalho) al 13è Festival de Gramado; Conquilla d’Or al millor curtmetratge al Festival Internacional de Cinema de Sant Sebastià 1986 i Premi Especial del Jurat del Festival de Ste Therèse (Canadà).